# Darrel Scoville
Darrel Scoville (* 13. Oktober 1975 in Swift Current, Saskatchewan) ist ein ehemaliger kanadischer Eishockeyspieler, der zuletzt beim HC Alleghe in der italienischen Serie A1 unter Vertrag stand.

## Karriere
Darrel Scoville begann seine Karriere als Eishockeyspieler bei den Lebret Eagles, für die er in der Saison 1994/95 in der Saskatchewan Junior Hockey League aktiv war. Anschließend spielte der Verteidiger drei Jahre lang für die Mannschaft des Merrimack College, ehe er am 12. Juni 1998 einen Vertrag als Free Agent bei den Calgary Flames erhielt. Während der drei Spielzeiten, die er im Franchise der Kanadier verbrachte, spielte er fast ausschließlich für deren Farmteam, die Saint John Flames aus der American Hockey League, mit denen er in der Saison 2000/01 den Calder Cup gewann. Einzig während der Saison 1999/2000 bestritt der Linksschütze sechs Spiele für Calgary in der National Hockey League.
Nachdem er sich in Calgary nicht durchsetzen konnte, unterschrieb Scoville am 10. Juli 2001 ebenfalls als Free Agent bei den Columbus Blue Jackets, für die er in den folgenden drei Spielzeiten weitere zehn Partien in der NHL bestritt. Wie in Calgary kam er erneut überwiegend im AHL-Farmteam der Blue Jackets, bei den Syracuse Crunch, zum Einsatz. Während des NHL-Lockouts in der Saison 2004/05 lief der Kanadier für die Hershey Bears und Providence Bruins in der AHL auf. Im Sommer 2005 unterschrieb er beim EC VSV aus der Österreichischen Eishockey-Liga, mit dem er in der Saison 2005/06 die nationale Meisterschaft gewann.
Im Sommer 2009 wurde Scoville von Villachs Ligarivalen EHC Linz verpflichtet. Im August 2010 wechselte er zum italienischen Verein HC Alleghe aus der Serie A1.

## Erfolge und Auszeichnungen
- 1996 Hockey East All-Rookie Team
- 2000 AHL All-Star Classic
- 2001 Calder-Cup-Gewinn mit den Saint John Flames
- 2006 Österreichischer Meister mit dem EC VSV

## NHL-Statistik
(Stand: Ende der Saison 2008/09)